# Sapażki
Sapażki (biał. Сапажкі; ros. Сапожки, Sapożki) – wieś na Białorusi, w obwodzie homelskim, w rejonie kormańskim, w sielsowiecie Karoćki, nad doliną Sożu i przy drodze republikańskiej R30.